# 文智允
文智允（韓語：문지윤，1984年2月18日—2020年3月18日），韓國男演員。
2020年3月18日晚8时56分，文智允因急性败血症猝然离世，年仅36岁。

## 影視作品

### 電視劇
- 2002年：MBC《羅曼史》
- 2002年：MBC《賢貞我愛你》
- 2003年：SBS《二十歲》
- 2005年：KBS《豪傑春香》飾演 方智赫
- 2005年：MBC《我們應對離別的方式》
- 2006年：MBC《有多愛》飾演 徐東碩
- 2008年：SBS《一枝梅》飾演 大植
- 2009年：MBC《善德女王》飾演 時烈
- 2010年：MBC《粉紅色口紅》飾演 柳聖恩
- 2012年：KBS《Big》飾演 羅孝尚
- 2012年：MBC《May Queen》飾演 天尚泰
- 2014年：KBS《Drama Special－一起介紹，爸爸》飾演 高秀哲
- 2016年：tvN《捕鼠器裡的奶酪》飾演 金尚哲
- 2016年：MBC《舉重妖精金福珠》飾演 尚哲
- 2019年：MBC《黃金庭院》飾演 李成旭

### 電影
- 2004年：《跆拳對決》
- 2006年：《痞子老師》
- 2012年：《我的PS搭檔》
- 2017年：《不汗黨：壞傢伙們的世界》飾演 永根

## 外部連結
- NAVER